# Стерлитамак-Арена
«Стерлитамак-Арена» — многопрофильный физкультурно-оздоровительный комплекс с крытым ледовым катком на 2500 мест и спортзалом на 500 мест в городе Стерлитамак. Находится в юго-западном микрорайоне города по адресу: Коммунистическая улица, 101. Открыт 28 декабря 2012 года.

## История

### Первое строительство (2001)
Местом для постройки арены был выбран участок на улице Худайбердина, в районе дома быта, на берегу реки Стерли. В 2001 году стройка началась и в том же году завершилась. Позже, на этом месте планировалось возвести торгово-развлекательный центр, летом 2020 года торговый центр «Ёлка» был открыт..

### Второе строительство (2007—2012)
В 2007 году в ходе встречи руководителя Башкортостана Муртазы Рахимова и мэра Стерлитамака Спартака Ахметова по настоянию Рахимова, который любил хоккей, было принято решение о строительстве ледового дворца в городе в юго-западном районе, между клинической больницей № 1 и пивзаводом «Шихан». При Ахметове сама стройка не началась, но был проведён тендер и составлена документация. По расчётам, строительство стадиона обошлось бы в 850 миллионов рублей; спонсорами строительства должны были выступить партия «Единая Россия» и Министерство спорта. Строительство было начато в 2008 году, после вступления в должность главы администрации Ильгиза Шарипова. Открытие дворца было намечено на 2009 год изначально и на 2010 год по скорректированному плану. Но в связи с кризисом стройка была приостановлена. В 2009 году мэром стал Вахит Абдрахимов, и стройка арены возобновилась, но, опять ненадолго. После очередной смены мэра, на этот раз им стал Алексей Изотов, в 2010 году стройка опять прекратилась. К тому времени ушёл в отставку главный инициатор и спонсор проекта — Муртаза Рахимов. Его сменил Рустэм Хамитов.. Стройка была приостановлена, но рабочие продолжали делать свою работу.
В начале 2011 года партия «Единая Россия» и администрация Стерлитамака подтвердили, что ледовой арены не будет, а строящееся здание будет приспособлено под зал для других видов спорта. Эта новость вызвала недовольство горожан. 20 апреля 2011 года у здания администрации города собрался митинг в защиту ледовой арены, были публикации в газетах и обсуждения в Интернете. В мае 2011 года в ходе поездки президента республики Хамитова в Стерлитамак прошло посещение им арены и совещание на месте со стерлитамакскими чиновниками и гражданами. Было принято решение о продолжении строительства. После очередного визита Хамитова зимой 2012 года был установлен крайний срок сдачи арены — 12:00 31 декабря 2012 года.

## Назначение и использование
На арене запланированы малый зал для игровых видов спорта (гандбол, футбол, волейбол, баскетбол) и большой зал с ледовой ареной на 2 498 мест. С трёх сторон находятся трибуны, четвёртая стена отдана под табло и кабины комментаторов. Также большой зал используется под волейбольные матчи и под концерты. После окончания строительства было запланировано создание хоккейной команды. Сейчас команда «Орлан» выступает и тренируется в Стерлитамак-Арене. Стоимость возведения объекта — 850 миллионов рублей, содержание льда обойдется в 159 миллионов рублей в год.

## Значимые события на арене
- 3 марта 2013 года — первый хоккейный матч на льду Стерлитамак-арены (ХК Авангард — ХК Полюс).
- 17 марта 2013 года — новое ледовое шоу Ильи Авербуха.
- 29 марта 2013 года — выступление румынской группы Fly Project.
- 22 апреля 2013 года — финальный этап Чемпионата России по волейболу за 7-е — 12-е места.
- 24 апреля 2013 года — международный турнир по смешанным единоборствам PROFC 48: EAST / WEST.
- 25—27 августа 2015 года — первый в истории российского женского хоккея предсезонный турнир с участием женской команды Агидель[8].